# Lanigan
Lanigan är en ort i Kanada.   Den ligger i provinsen Saskatchewan, i den sydöstra delen av landet, 2 300 km väster om huvudstaden Ottawa. Lanigan ligger 534 meter över havet och antalet invånare är 1 204.
Terrängen runt Lanigan är mycket platt. Trakten runt Lanigan är nära nog obefolkad, med mindre än två invånare per kvadratkilometer.. Det finns inga andra samhällen i närheten.
Trakten runt Lanigan består till största delen av jordbruksmark.